# Las Villas (prowincja)
Las Villas – jedna z prowincji Kuby, istniejąca przed 1976 rokiem. Do 1940 roku prowincja nosiła nazwę Santa Clara.
3 lipca 1976 roku została podzielona na prowincje Villa Clara, Cienfuegos i Sancti Spíritus.